# Iwan Dinew
Iwan Bożydarow Dinew (bułg. Иван Божидаров Динев; ur. 8 listopada 1978 w Sofii) – bułgarski łyżwiarz figurowy, startujący w konkurencji solistów. Trzykrotny uczestnik igrzysk olimpijskich – w Nagano (1998), Salt Lake City (2002) i Turynie (2006), uczestnik mistrzostw świata i Europy oraz 11-krotny mistrz Bułgarii (1993–2003). Zakończył karierę amatorską w 2006 roku i został trenerem łyżwiarskim w kalifornijskim Harbor City.
Był pierwszym zawodnikiem z tego kraju, który w czasie zawodów (Mistrzostwa Świata w Łyżwiarstwie Figurowym 1999) wykonał poprawnie poczwórnego toe-loopa. Reprezentował swój kraj 14 razy na Mistrzostwach Europy i 13 razy na mistrzostwach świata.

## Osiągnięcia
| Zawody                                | 91–92          | 92–93          | 93–94          | 94–95          | 95–96          | 96–97          | 97–98          | 98–99          | 99–00          | 00–01          | 01–02          | 02–03          | 03–04          | 04–05          | 05–06          |                |                |
| Międzynarodowe                        | Międzynarodowe | Międzynarodowe | Międzynarodowe | Międzynarodowe | Międzynarodowe | Międzynarodowe | Międzynarodowe | Międzynarodowe | Międzynarodowe | Międzynarodowe | Międzynarodowe | Międzynarodowe | Międzynarodowe | Międzynarodowe | Międzynarodowe | Międzynarodowe | Międzynarodowe |
| ------------------------------------- | -------------- | -------------- | -------------- | -------------- | -------------- | -------------- | -------------- | -------------- | -------------- | -------------- | -------------- | -------------- | -------------- | -------------- | -------------- | -------------- | -------------- |
| Igrzyska olimpijskie                  |                |                |                |                |                |                | 11             |                |                |                | 13             |                |                |                | 17             |                |                |
| Mistrzostwa świata                    | 28             | 43             |                |                | 33             | 23             | 21             | 14             | 18             | 12             | 17             | 14             | 15             | 13             | 19             |                |                |
| Mistrzostwa Europy                    | 26             | 26             | 17             | 21             | 11             | 9              | 10             | 6              | 5              | 7              | 7              | 16             | 18             |                | 11             |                |                |
| GP Finał Grand Prix                   |                |                |                |                |                |                |                |                |                |                | 6              |                |                |                |                |                |                |
| GP Sparkassen Cup on Ice              |                |                |                |                |                |                |                |                |                | 5              |                |                |                |                |                |                |                |
| GP Cup of China                       |                |                |                |                |                |                |                |                |                |                |                |                |                | 7              |                |                |                |
| GP NHK Trophy                         |                |                |                |                |                |                |                |                |                |                | 3              |                |                |                | 8              |                |                |
| GP Cup of Russia                      |                |                |                |                |                |                |                | 4              | 5              | 4              | 3              |                | 9              |                |                |                |                |
| GP Skate America                      |                |                |                |                |                |                |                |                |                |                |                |                | 10             |                |                |                |                |
| GP Skate Canada International         |                |                |                |                |                |                |                | 4              |                |                |                |                |                |                |                |                |                |
| GP Trophée Eric Bompard               |                |                |                |                |                |                |                |                | 3              |                |                |                |                | 6              |                |                |                |
| Finlandia Trophy                      |                |                |                |                |                |                |                |                | 5              | 7              | 7              |                |                |                |                |                |                |
| Memoriał Karla Schäfera               |                |                |                |                |                |                | 3              |                |                |                |                |                |                |                |                |                |                |
| Międzynarodowe: Kategorie młodzieżowe |                |                |                |                |                |                |                |                |                |                |                |                |                |                |                |                |                |
| Mistrzostwa świata juniorów           |                |                |                |                | 21             | 11             | 5              |                |                |                |                |                |                |                |                |                |                |
| JGP Finał                             |                |                |                |                |                |                | 2              |                |                |                |                |                |                |                |                |                |                |
| JGP w Bułgarii                        |                |                |                |                |                |                | 1              |                |                |                |                |                |                |                |                |                |                |
| JGP na Słowacji                       |                |                |                |                |                |                | 1              |                |                |                |                |                |                |                |                |                |                |
| Krajowe                               |                |                |                |                |                |                |                |                |                |                |                |                |                |                |                |                |                |
| Mistrzostwa Bułgarii                  |                | 1              | 1              | 1              | 1              | 1              | 1              | 1              | 1              | 1              | 1              | 1              |                |                |                |                |                |